# Clotilde Perrin
Clotilde Perrin, née le 8 mai 1977, est une artiste, illustratrice et auteure  de littérature jeunesse française.

## Biographie
Clotilde Perrin naît en 1977 dans les Vosges. Elle obtient un BTS en communication visuelle à l’école Estienne, puis intègre l’École supérieure des arts décoratifs de Strasbourg en section Illustration, dans l'atelier de Claude Lapointe. 
Son premier ouvrage est publié en 2001. Elle est auteure - illustratrice, et illustre également des ouvrages écrits par d'autres auteurs jeunesse, tels Yaël Hassan, Franck Pavloff , Alice Brière-Haquet ou Jean-François Chabas,. 
Clotilde Perrin a publié une centaine d'ouvrages, chez de nombreux éditeurs jeunesse, dont Rue du monde, Gallimard jeunesse, Éditions Sarbacane, Casterman ou Seuil jeunesse.
Elle est très inspirée du travail de Maurice Sendak et de Étienne Delessert.
Ses ouvrages sont traduits dans plusieurs pays, dont les États-Unis, la Chine, la Russie ou la Nouvelle-Zélande. La traduction anglaise de son ouvrage Au même instant sur la terre a fait l'objet en 2014 d'un article dans le journal américain The New York Times et dans la revue littéraire américaine Kirkus Reviews.
Elle est également illustratrice de presse, pour Astrapi, J’aime Lire, Les Belles Histoires ou la Revue XXI.
En 2015, elle intègre la résidence d'automne du Val de Nièvre.
Plusieurs de ses ouvrages illustrés font partie de la « Bibliothèque idéale » du Centre national de la littérature pour la jeunesse (BnF).
Elle est membre de la Charte des auteurs et illustrateurs jeunesse.
Clotilde Perrin vit et travaille à Strasbourg.

## Quelques ouvrages
Clotilde Perrin a publié une centaine d'ouvrages.

### Auteure du texte et illustratrice
- Le colis rouge , Rue du monde, 2007
- Tout autour de moi, Rue du monde, 2010
- Au même instant, sur la Terre, Rue du monde, 2011
- Qui voilà ?, Rue du monde, 2012
- L'enfant lumineux[13], Rue du monde, 2014
- L'enfant minuscule, Rue du monde, 2014
- L'enfant volant, Rue du monde, 2014
- À l'intérieur des méchants[14],[15],[16], Seuil jeunesse, 2016
- Les histoires croisées de Victor et Zoé , Mango jeunesse, 2017
- À l'intérieur des gentils : pas si gentils[17],[18], Seuil jeunesse, 2017
- À l'intérieur de mes émotions[19], Seuil jeunesse, 2018
- Vite vite vite ! [20], Rue du monde, 2019
- La maison de madame M., Seuil jeunesse, 2019
- Dans sa valise[21], Seuil Jeunesse, 2020
- Ha ! : un cache-cache monstrueux, Seuil jeunesse, 2021

### Illustratrice
- Dans l'oreille du géant, texte de Roland Nadaus, l'Atelier du poisson soluble, 2002
- La vérité sur les fessées, texte de Martine Dorra, Mango jeunesse, 2002
- J'veux pas de piqûre !, texte de Arnaud Alméras, Mila, 2002
- Le dragon de Mimi, texte de Françoise Guillaumond, Magnard jeunesse, 2004
- Ma soeur en noir et blanc, texte de Stéphane Méliade, Casterman, 2004
- Il fera beau, Julot !, texte de Anne Kerloc'h, Rue du monde, 2004
- Eloa, quand est-ce qu'on s'en va ?[4], texte de Franck Pavloff , Rue du monde, 2005
- Pourquoi les grenouilles annoncent-elles la pluie ?, un conte de Geneviève Laurencin, d'après la tradition vietnamienne, Père Castor, 2005
- Thomas L'Aristoloche et l'empoisonneur fou, texte de Guillemette Resplandy-Taï, Éd. le Pommier, 2006
- Premier rôle masculin, texte de Fanny Joly, Gallimard jeunesse, 2006
- Il faut sauver le sapin Marcel; texte de Davide Cali, Éditions Sarbacane, 2007
- Moi, Jacquou, onze ans, résistant !, texte de Armand Toupet, Éd. Lito, 2007
- T'es fleur ou t'es chou ?, texte de Gwendoline Raisson, Rue du monde, 2008
- Un baiser à la figue,  texte de Raphaële Frier, Mango jeunesse, 2009
- Tout sur les mamans, texte de Gwendoline Raisson, Rue du monde, 2009
- Tout sur les papas, texte de Gwendoline Raisson, Rue du monde, 2009
- Entre ciel et terre, textes de Corinne Albaut, Bayard jeunesse, 2009
- Le petit chapubron rouge[22], conception et textes d'Alain Serres, d’après Charles Perrault, Rue du monde, 2010
- J'ai mis du sable dans mon cartable, texte Christine Beigel, Éditions Sarbacane, 2010
- Pedro à 100 à l'heure, texte fr Raphaële Frier, Mango jeunesse, 2010
- C'est le néléchat ![23], texte de Marie Leymarie, Gallimard jeunesse, 2010
- Aglaé et Désiré[3], texte de Yaël Hassan, Casterman, 2012
- L'alphabet prend l'avion pour Zanzibar, texte de Sylvie Misslin, Éd. Amaterra, 2012
- L'ogre bouquiniste, texte de Janine Teisson, Gallimard jeunesse, 2012
- Le grand bazar du Weepers Circus[24], Weepers Circus, Gallimard jeunesse, 2013 - livre-CD
- Le bonhomme et l'oiseau[5], texte d'Alice Brière-Haquet, Père Castor-Flammarion, 2013
- Enzo et le monstre du plafond, texte de Franck Prévot, Hatier, 2014
- Le conte des trois flocons, texte de Gaël Aymon, Bayard jeunesse, 2015
- La petite sœur du Chaperon rouge, texte de Didier Lévy, Milan, 2015
- Image, Eugène Guillevic, Rue du monde, 2015
- Prisonnière de l'ogre, texte de Jeanne Boyer, narrateurs, Hubert Drac, Claire Gueydon, Bayard jeunesse, 2016 - livre-CD
- Le violon de Nicolas, texte de Alice Brière-Haquet, Éditions Feuilles de menthe, 2016
- Weepers Circus chante n'importe nawak !, Weepers circus, Gallimard jeunesse musique, 2016 - livre-CD
- Ici et là, les maisons d'Akira[25], texte de Claire Ubac, Albin Michel jeunesse 2018
- Jules et le grand hêtre, texte de Raphaële Frier, Éditions Feuilles de menthe, 2018
- Dans les yeux de Nawang[6],[7], texte de Jean-François Chabas, Albin Michel jeunesse, 2019
- Le meilleur du cinéma pour les enfants : les films incontournables à montrer aux 3-6 ans, texte de Benshi, Seuil jeunesse, 2022
- La toute petite maison, texte de Michaël Escoffier, Kaléidoscope, 2022

## Prix et distinctions
- Sélection Prix des incorruptibles 2016[26] pour Le Bonhomme et l'oiseau, texte de Alice Brière-Haquet, qu'elle a illustré
- Sélection Prix Landerneau Album Jeunesse 2020[27] pour Vite, vite, vite !

Plusieurs de ses ouvrages illustrés font partie de la « Bibliothèque idéale » du Centre national de la littérature pour la jeunesse (BnF).

## Quelques expositions
- 2012 : Clotilde Perrin,  Espaces Temps, Mulhouse
- 2018 : Voyages étonnants avec Clotilde Perrin, en partenariat avec la Fête du Livre de Jeunesse, Saint-Paul-Trois-Châteaux
- 2021 :  
  - A l'intérieur de Clotilde Perrin, Galerie Ephémère, Champagnole
  - L’univers de Clotilde Perrin, Festival du livre de Colmar
  -  Clotilde Perrin : Vite, vite, vite ![28], Foire du livre de Francfort (Allemagne)